# 揚尼克·邦多夫斯基
揚尼克·邦多夫斯基（德語：Jannik Bandowski；1994年3月30日—）是一位德國足球運動員。在場上的位置是左後衛。他現在效力於德乙球隊波琴。他出身自多特蒙德的青訓系統。